# ثيو ستيوارت
ثيو ستيوارت (9 مايو 1891 - 14 ديسمبر 1952) (بالإنجليزية: Theo Stewart)‏ هو لاعب كريكت أسترالي.

## وصلات خارجية
- ثيو ستيوارت على موقع إي آس بي آن كريك إنفو (الإنجليزية)